# Threpterius
Threpterius is een geslacht van straalvinnige vissen uit de familie van de chironemiden (Chironemidae).